# Disterigma microphyllum
Disterigma microphyllum là một loài thực vật có hoa trong họ Thạch nam. Loài này được (G.Don) Luteyn mô tả khoa học đầu tiên năm 1996.